# Virtual Console

Logo vom Arcade-Ableger Virtual Console Arcade

Virtual Console (kurz VC, jap. バーチャルコンソール Bācharu Konsōru) ist eine Marke des Videospielunternehmens Nintendo. Sie dient als Sammelbegriff für ältere Videospiele, die auf späteren Nintendo-Spielkonsolen als Download erworben und per Emulation gespielt werden können.

## Sortiment
Die Auswahl umfasst Spiele für folgende Konsolen:
| System                                            | Wii                          | 3DS                          | New 3DS                      | Wii U                        |
| Stationäre Nintendo-Konsolen                      | Stationäre Nintendo-Konsolen | Stationäre Nintendo-Konsolen | Stationäre Nintendo-Konsolen | Stationäre Nintendo-Konsolen |
| ------------------------------------------------- | ---------------------------- | ---------------------------- | ---------------------------- | ---------------------------- |
| Nintendo Entertainment System                     | ja                           | ja                           | ja                           | ja                           |
| Super Nintendo Entertainment System               | ja                           | nein                         | ja A                         | ja                           |
| Nintendo 64                                       | ja                           | nein                         | nein                         | ja                           |
| Tragbare Nintendo-Konsolen                        |                              |                              |                              |                              |
| Game Boy                                          | nein                         | ja                           | ja                           | nein                         |
| Game Boy Color                                    | nein                         | ja                           | ja                           | nein                         |
| Game Boy Advance                                  | nein                         | Eingeschränkt B              | Eingeschränkt B              | ja                           |
| Nintendo DS                                       | nein                         | nein                         | nein                         | ja                           |
| Weitere Systeme                                   |                              |                              |                              |                              |
| Sega Master System                                | ja                           | nein                         | Eingeschränkt                | nein                         |
| Sega Mega Drive                                   | ja                           | nein                         | nein                         | nein                         |
| PC Engine (TurboGrafx-16)                         | ja                           | ja C                         | ja                           | ja D                         |
| Neo Geo                                           | ja                           | nein                         | Eingeschränkt                | nein                         |
| Commodore 64 (in Nordamerika, Europa, Australien) | ja E                         | nein                         | nein                         | nein                         |
| MSX                                               | ja C                         | nein                         | nein                         | ja C                         |
| Virtual Console Arcade                            | ja                           | nein                         | nein                         | nein                         |
| Sega Game Gear                                    | nein                         | ja                           | ja                           | nein                         |

Anmerkungen:

## Verwaltung
Im Wii-Shop-Kanal erworbene Spiele werden als Dateien via Internet auf die Wii-Konsole geladen und dort im internen 512 MB großen Speicher oder auf einer angeschlossenen SD-Karte abgelegt. Die grafische Benutzeroberfläche (Wii-Menü) stellt ein neu heruntergeladenes Spiel als weiteren Wii-Kanal dar; außerdem gibt es seit dem Patch 4.0 eine separate Benutzeroberfläche, die die Kanäle, die auf der eingesteckten SD-Karte abgelegt sind, zur Auswahl stellt. Startet man ein VC-Spiel von diesem so genannten SD-Karten-Menü, werden die Spielinformationen in den Wii-Zwischenspeicher geladen und dann gestartet. Neben dem Spiel ist jeweils auch eine Spielanleitung in elektronischer Form enthalten, die man über das Home-Menü aufrufen kann, während das Spiel bereits gestartet wurde. Gespeicherte Spielstände werden im Wii-Systemspeicher abgelegt und lassen sich häufig nicht kopieren oder verschieben. Welche Daten bei einem Spielstand gespeichert werden, hängt dabei ganz von dem individuellen Titel bzw. zusätzlich der emulierten Plattform ab: Spiele mit einem geringen RAM-Speicherabbild lassen sich "einfrieren" und an der identischen Stelle wieder aufnehmen; ansonsten werden die üblichen Speicherverfahren in Form etwa einzelner Spielstände virtuell unterstützt. Dies kann zur Folge haben, dass die beiden Speicherverfahren zugleich unterstützt werden (etwa in Super Metroid). Spieledateien und Spielstände im internen Speicher bzw. auf SD-Speicherkarte können über das Systemmenü Wii-Optionen verwaltet werden.
Daneben besitzt jeder Virtual-Console-Nutzer bei Nintendo ein Konto für den Wii-Shop-Kanal.
Über dessen Menüpunkt Kontobewegungen kann darin Einblick genommen werden.
Der Menüpunkt Einstellungen ermöglicht die Verknüpfung mit dem Club Nintendo-Konto, welches die vom Nutzer erworbenen Sterne des Nintendo-Bonusprogramms verwaltet.
Beim Kauf von Virtual-Console-Titeln werden dort Sterne als Bonus gutgeschrieben.
Die Spieltitel sind jedoch ausschließlich auf der Konsole nutzbar, mit der sie heruntergeladen wurden, was durch technische Schutzmaßnahmen seitens Nintendo erzwungen wird.
Allerdings ist es möglich, bereits erworbene Spiele ohne Zusatzkosten erneut vom Wii-Shop-Kanal auf dieselbe Konsole zu laden.
Aktualisierte Spiele, bei denen z. B. Fehler behoben wurden, können ebenfalls kostenlos nachgeladen werden.
Sollte die Konsole defekt werden, so dass sie durch eine neue Konsole ersetzt werden muss, will Nintendo eine Möglichkeit anbieten, bereits erworbene Spiele für das neue Gerät nutzbar zu machen.
Bis auf diesen Fall gibt es derzeit keine Möglichkeit, Spiele auf eine andere Konsole umzubuchen, so dass ein Weiterverkauf erworbener Spiele nicht möglich ist.

## Eingabegeräte

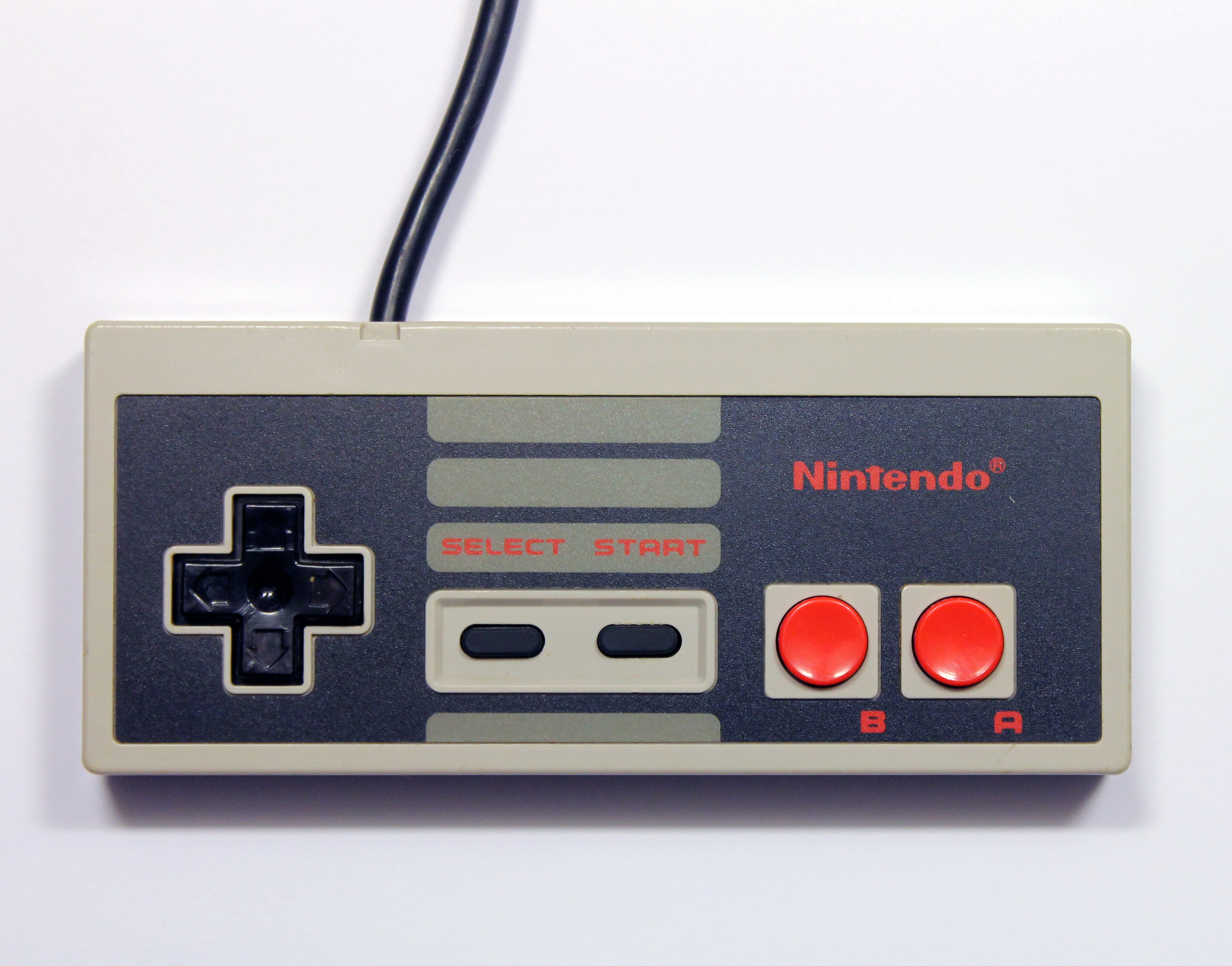
NES-Controller (1985)
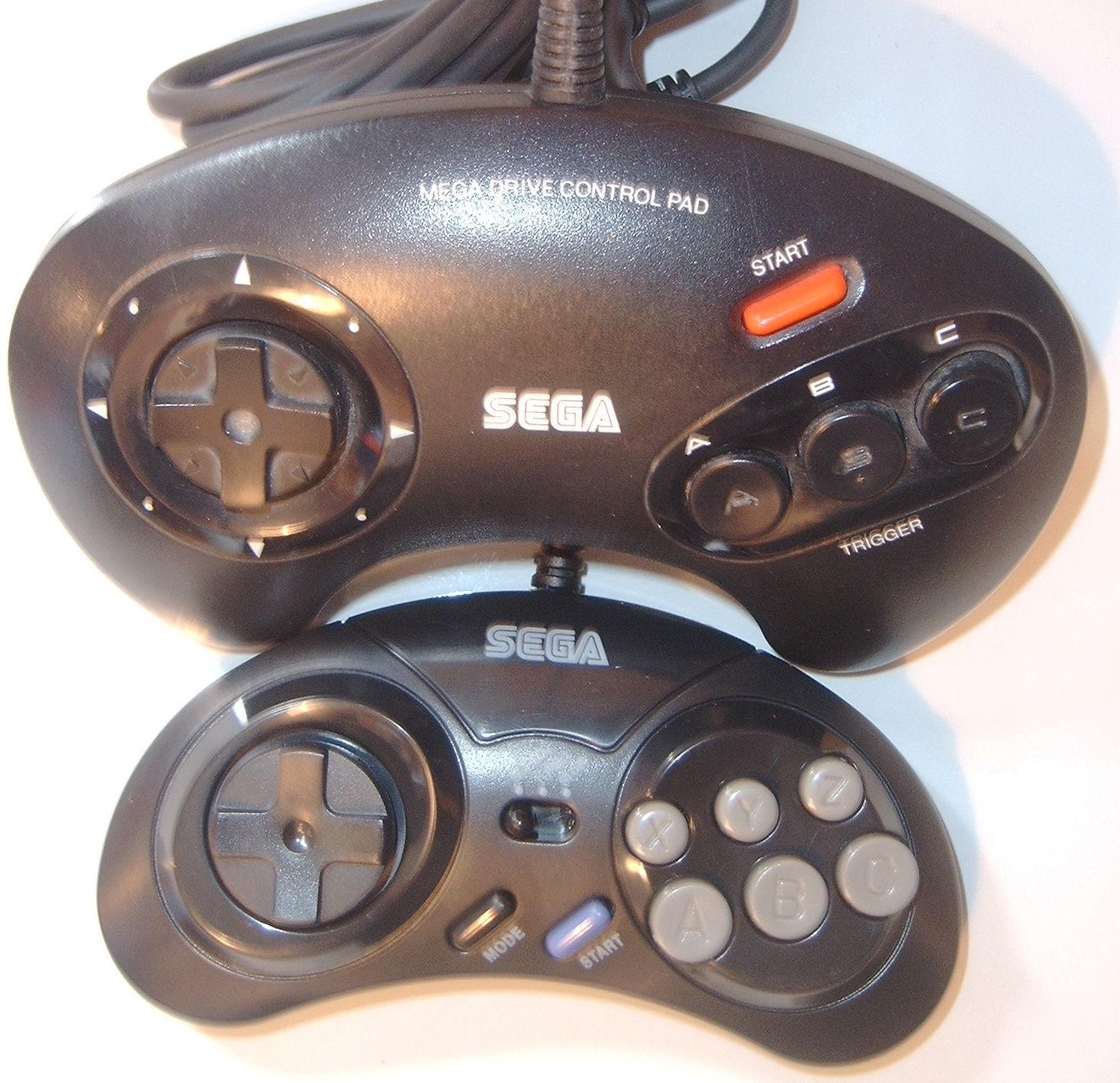
Sega-Mega-Drive-Controller (1988)
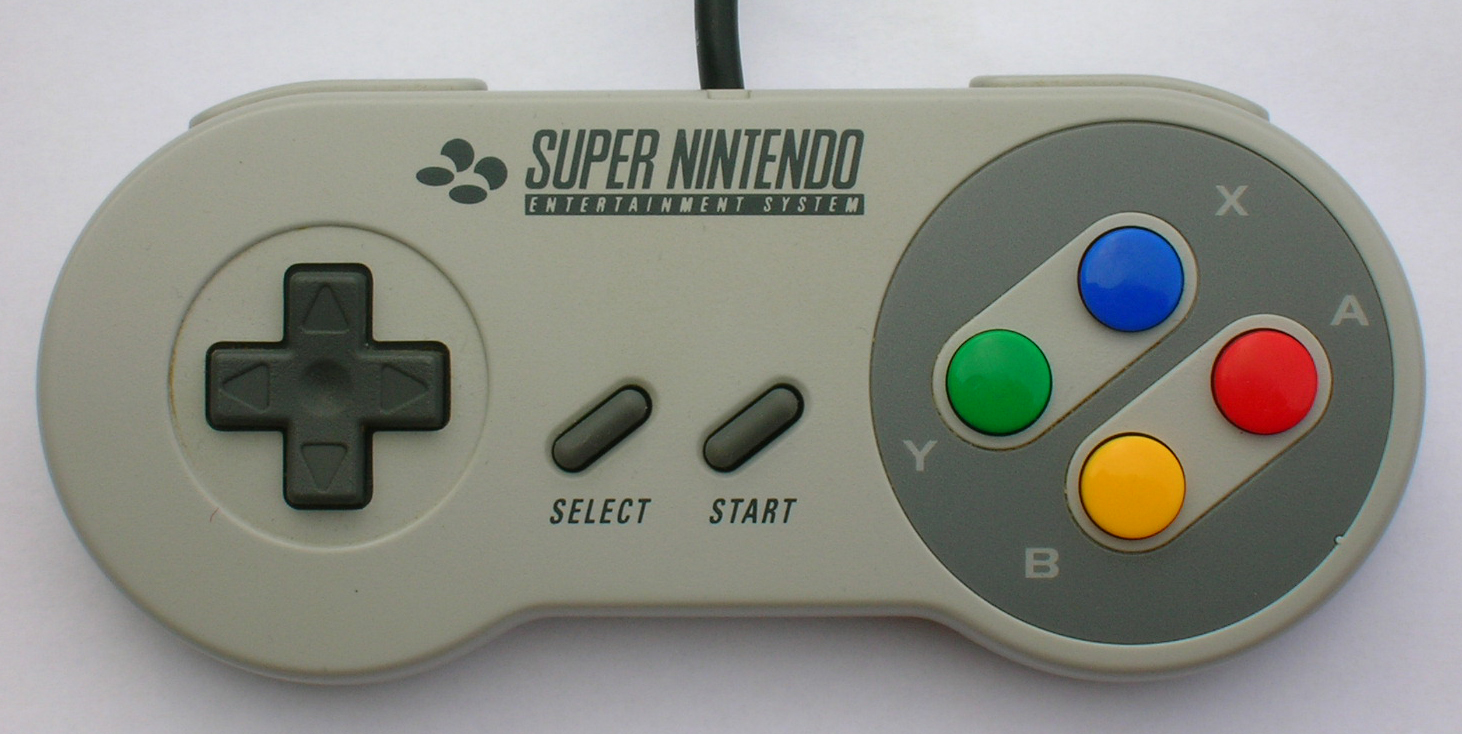
SNES-Controller (1990)

Die emulierten Konsolen hatten jeweils spezifische Gamecontroller. Die Unterschiede zwischen diesen Eingabegeräten sind teilweise erheblich. Lediglich das von Gunpei Yokoi erfundene digitale Steuerkreuz (D-Pad) für den linken Daumen ist Standard. Die Anzahl der Knöpfe und zusätzlichen Steuerelemente unterscheidet sich jedoch grundlegend: Beispielsweise besitzt der Mega-Drive-Controller eine mittige Start-Taste und drei Tasten (bei neueren Controllern sechs Tasten) rechts, der Nintendo-64-Controller besitzt dagegen einen Analog-Stick, einen Feuerknopf für die linke Hand, eine Taste mittig, sechs Tasten rechts sowie zwei Schultertasten. 

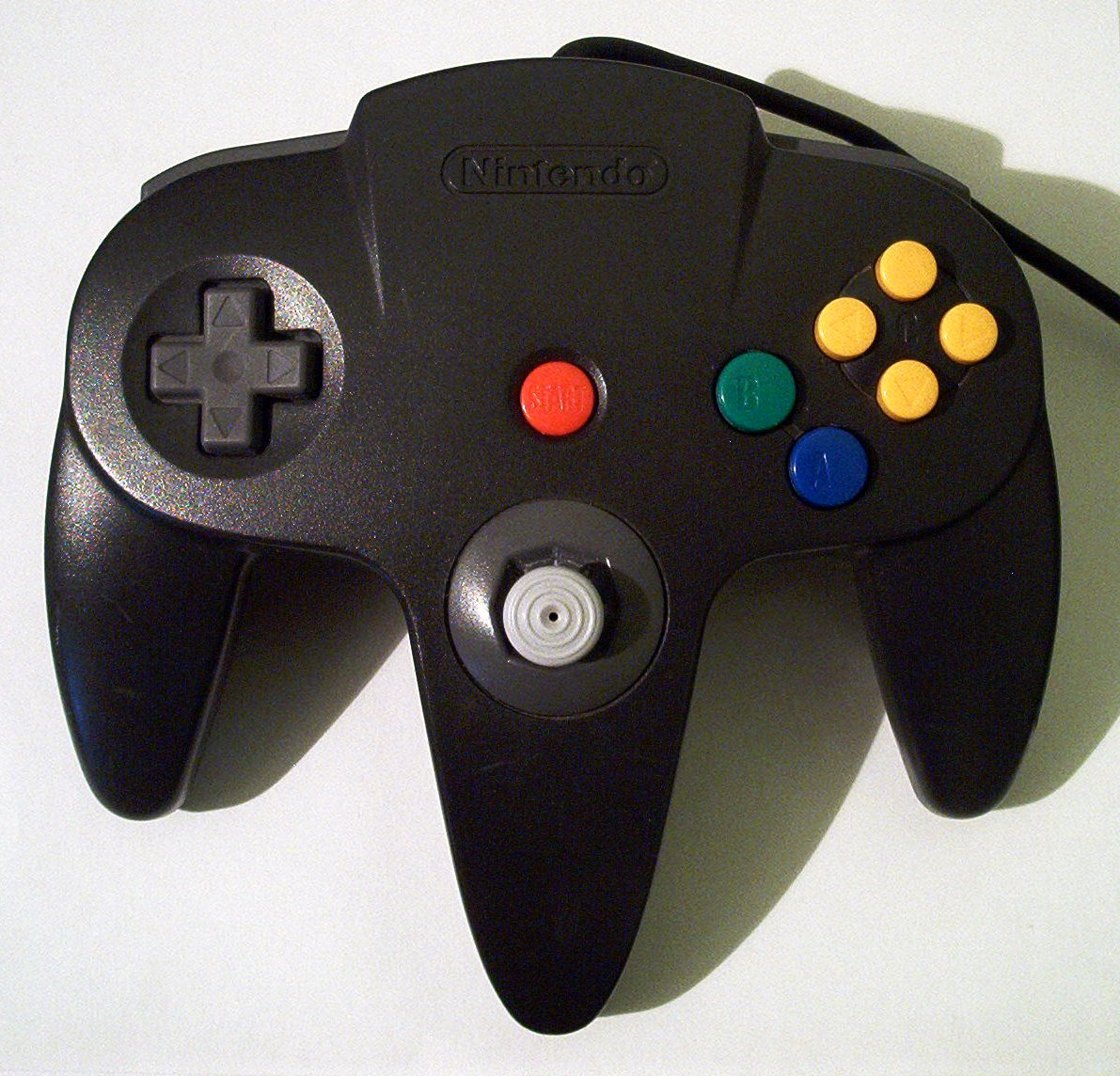
Nintendo-64-Controller (1996)
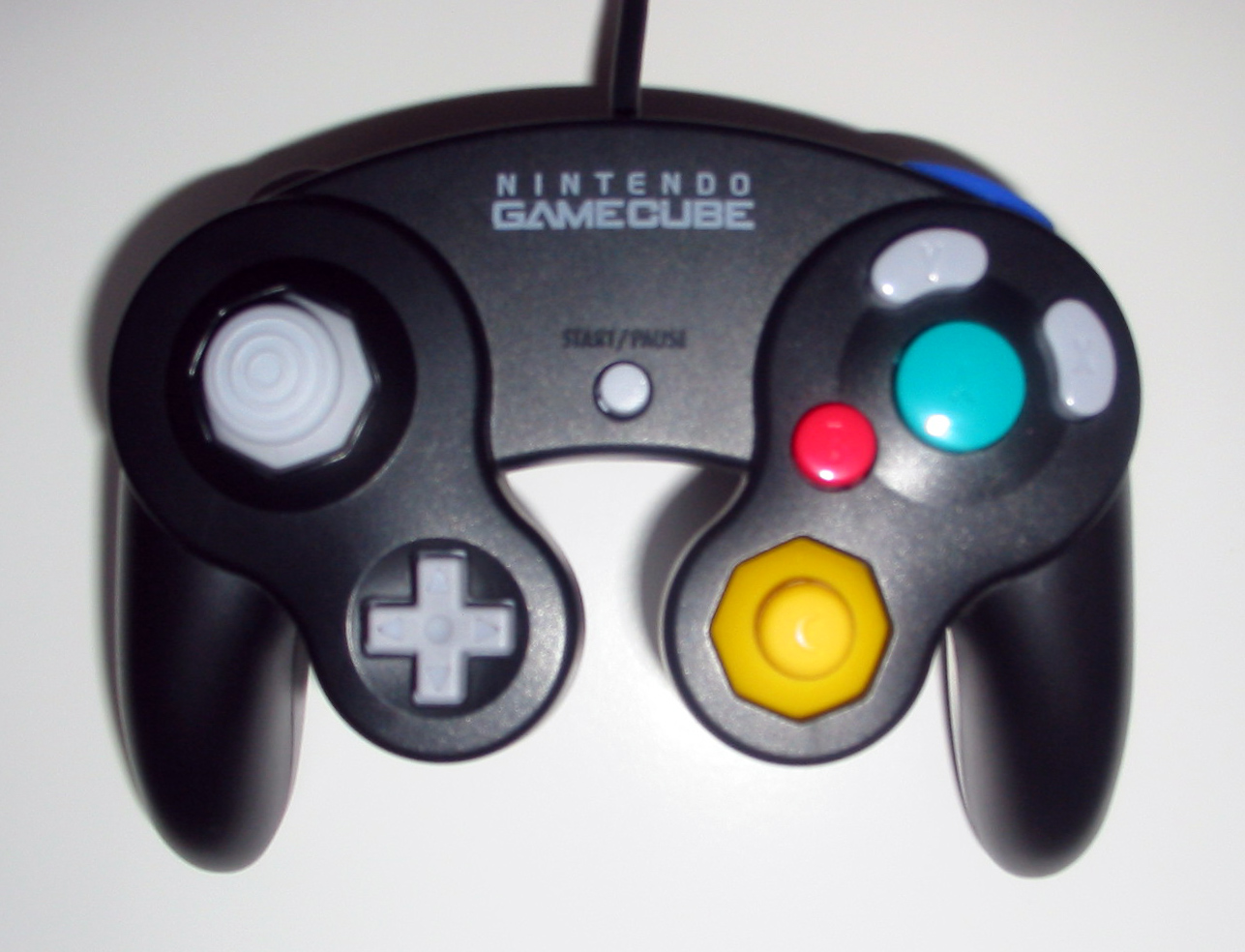
GameCube-Controller (2001)
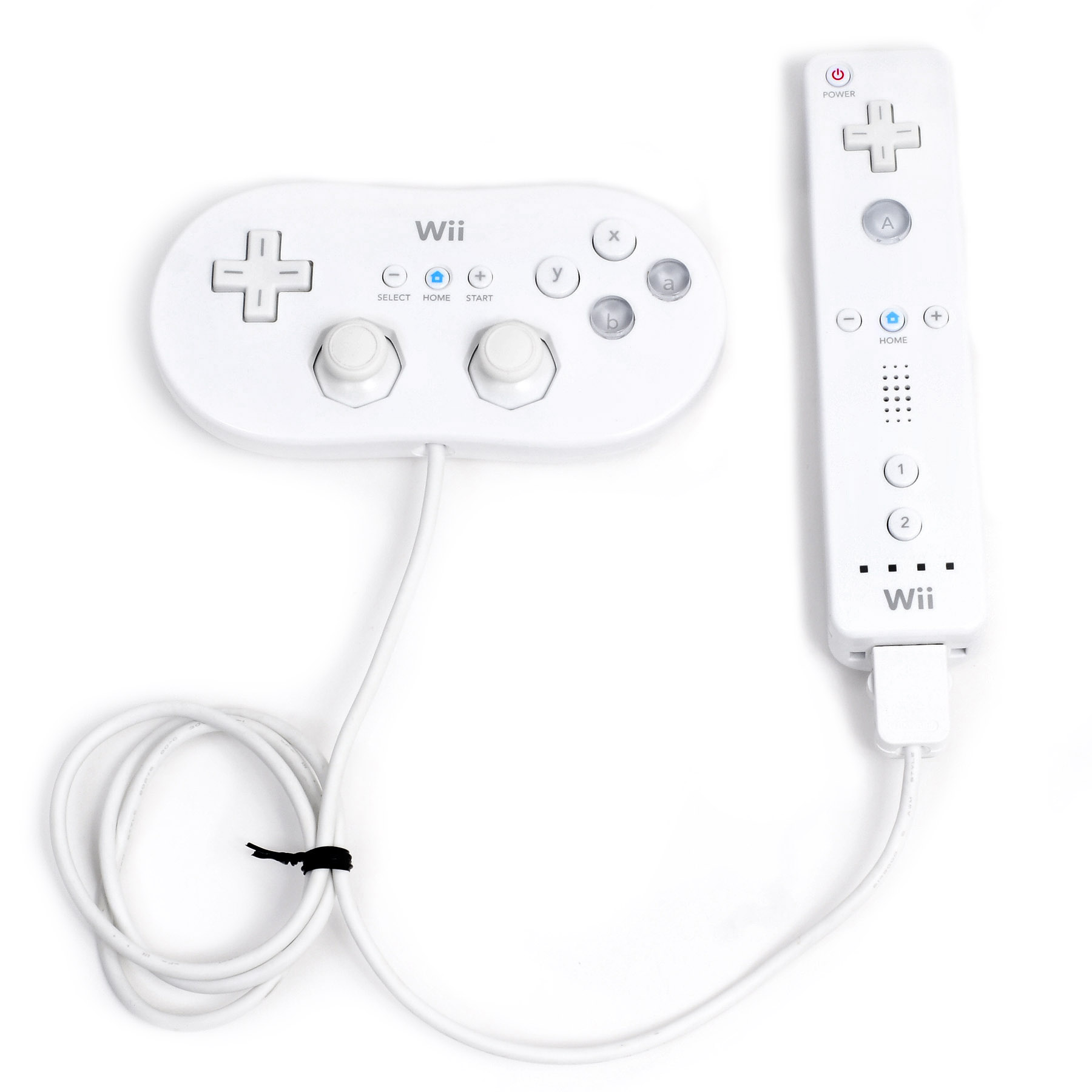
Wii Classic Controller an Wii-Fernbedienung (2006)
Wii U GamePad (2012)

Die Wii-Fernbedienung kann für NES-, PC-Engine-, NEOGEO- und Mega-Drive-Spiele verwendet werden, wobei man sie beidhändig an den Enden hält, so dass der linke Daumen auf dem D-Pad liegt und der rechte Daumen die 1- und 2-Knöpfe in der Rolle als a- und b-Knopf nutzt. Bequemer ist der von Nintendo angebotene Classic Controller, welcher an die Wii-Fernbedienung als Erweiterung angeschlossen wird.
Außerdem können angeschlossene Controller des Nintendo GameCubes – bis auf einen Teil der Mega-Drive- und Turbografx-Spiele – für alle Spiele verwendet werden.
Mit Hilfe eines NES-zu-GameCube- bzw. SNES-zu-GameCube-Adapters lassen sich schließlich auch NES- bzw. SNES-Controller an der Wii zum Spielen der Virtual-Console-Titel verwenden, die mit einem GameCube-Controller spielbar sind.

## Unterstützung durch andere Publisher
Bislang haben 21 Publisher angekündigt, die Virtual Console zu unterstützen. Problematisch sind Spieltitel, die mit hohen Lizenzkosten verbunden sind, wie etwa Tetris.
Interessant ist die Situation bei den Spielen von Rare: Einige der erfolgreichsten Spiele für SNES und Nintendo 64 stammen von diesem Entwickler. Nintendo hielt mehrere Jahre bis zu 49 % der Firmenanteile an Rare. Nachdem die Firmengründer ihre Anteilsmehrheit an den Konkurrenten Microsoft verkauften, entschloss sich auch Nintendo zum Verkauf seiner Anteile und es verblieben nur die Rechte an einem Teil der Charaktere bei Nintendo. Es bleibt abzuwarten, ob angesichts dessen reine Rare-Titel, wie bspw. Banjo-Kazooie (Nintendo 64) auf der Virtual Console veröffentlicht werden. Solche Spiele von Rare, die auf nintendoeigene Charaktere zurückgreifen, wie bspw. Donkey Kong Country, können veröffentlicht werden bzw. sind bereits zum Teil herunterladbar.

## Technische Einschränkungen
Die Virtual Console emuliert die alten Spieletitel originalgetreu. Dadurch kann es allerdings auch zu Problemen kommen:

### Kein 60-Hz-Modus und schlechte PAL-Anpassung
Für den amerikanischen und japanischen Markt entwickelte Spiele orientieren sich an der dort gebräuchlichen Fernsehform NTSC, welche mit einer Bildfrequenz von 60 Hz und einer abweichenden Zeilenanzahl arbeitet. Wird ein solches Programm ohne weitere Optimierung auf den 50-Hz-Standard heruntergerechnet, ist der Spielablauf ca. 17 % langsamer und die Bildgröße ist reduziert (zu erkennen an den schwarzen Balken oben und unten) bis gar gestaucht. Teilweise hat das unoptimierte Herunterrechnen sogar die Folge, dass auch Musik und Soundeffekte langsamer laufen als im Original. An den 50-Hz-Modus optimal angepasste Spiele weisen zumeist keine, oder nur minimal reduzierte Bildgröße auf; auch ist die Spielgeschwindigkeit weniger auffallend langsamer als die 60-Hz-Originalversion.
Manche Spiele bieten auf der VC den oben beschriebenen optimalen 50-Hz-Modus (bisher etwa alle Nintendo-64-Emulationen und einige wenige Spiele, die damals schon mit optimaler 50-Hz-Version vorlagen, wie beispielsweise die Donkey-Kong-Country-Spiele). Bei den meisten Spielen der Virtual Console fehlt allerdings die beschriebene optimale Anpassung – darum laufen diese deutlich langsamer und mit einem kleineren Bildausschnitt (beispielsweise bieten bisher alle Mega Drive-Emulationen nur unangepasstes 50 Hz, das sich sogar auf den Sound niederschlägt). Andere wurden nur durch einen schnelleren Spielablauf „korrigiert“ (z. B. bei Super Mario Bros.), bzw. es wurde u. a. bei den meisten anderen Nintendo-Emulationen zumindest die Soundverlangsamung beseitigt, und die Bildgröße ist weniger drastisch reduziert. Schließlich wurde bei manchen unterstützten Plattformen bzw. Titeln ganz auf jegliche Formen des 50-Hz-Modus verzichtet und nur der original 60-Hz-Modus angeboten. Dazu gehören alle Turbografx-Spiele und die meisten der Titel, die in der Virtual Console als „Import“-Titel vermarktet werden (z. B. Sin and Punishment).

### Fehlerhaftes Bild via Komponentenkabel
Einige moderne Anzeigegeräte, insbesondere LCD- und Plasmafernseher, sowie Beamer, können bei Anschluss über ein YPbPr-Komponentenkabel einige Virtual-Console-Titel, u. a. Donkey Kong (NES) oder Super Castlevania IV (SNES), nicht korrekt anzeigen, z. B. bleibt der Schirm dunkel oder es ist nur Geflimmer zu sehen. Es ist momentan unklar, wie viele der aktuellen Fernsehgeräte davon betroffen sind.
Technische Ursache ist, dass diese Spiele ein niedrigaufgelöstes LDTV-Bildsignal erzeugen, nämlich 240p, und die Fernsehgeräte jedoch vermutlich minimal ein SDTV- (480i) bzw. EDTV-Bildsignal (480p) via YPbPr-Komponentenkabel erwarten.
Mit dem Update vom 13. April 2007 kann dieser Fehler für verschiedene Spiele korrigiert werden.

### Aufgepixelte Grafik
Klassische Spielkonsolen gaben zumeist nur eine Auflösung aus, die deutlich unter dem normalen PAL-Fernsehauflösungsstandard liegt. Da nun auf der Wii unabhängig vom gerade emulierten Spiel die übliche Fernsehauflösung übertragen wird, wird das Bild vergrößert, da die Diskrepanz zwischen den beiden Auflösungen (Standard-Wii-Auflösung (hoch) und emuliertes Spiel (niedrig)) überbrückt werden muss. Bei manchen Spielen ist dieser Umstand weniger bis nicht auffällig, da die Auflösung des Spieles entweder erhöht wurde (z. B. in Lylat Wars oder Super Mario 64) oder ein Filter zum Verwischen der Konturen eingesetzt wird (vor allem bei TurboGrafx-Emulationen).

### Fehlende Unterstützung von N64-Controllererweiterungen
Viele Titel für das Nintendo 64 boten einen so genannten Rumble-Effekt, der durch das optionale Rumble Pak das N64-Gamepad in bestimmten Spielsituationen vibrieren ließ. Obwohl zumindest der GameCube-Controller mit einer ähnlichen Funktion ausgestattet ist, wird diese nicht genutzt. Bei Spielen wie The Legend of Zelda: Ocarina of Time, in denen durch den Rumble-Effekt auf Geheimnisse aufmerksam gemacht wurde, wirkt sich diese Funktion geringfügig auf den Spielablauf aus.
Ähnliches gilt für das „Controller Pak“, welches bei einigen Titeln zur Speicherung von Spieldaten genutzt wurde. Bisher wurde noch kein Spiel auf der Virtual Console veröffentlicht, welches das Vorhandensein dieser Erweiterung auf dem Nintendo 64 zwingend voraussetzt. Kleinere Controller-Pak-Funktionen bei bisher auf der Virtual Console veröffentlichten Nintendo-64-Spielen (etwa das Speichern von sogenannten Geistdaten bei Mario Kart 64) bleiben bislang ebenfalls ungenutzt. Eine virtuelle Berücksichtigung des Controller-Pak-Speicherverfahrens, indem der interne Wii-Speicher für diese Daten genutzt wird, wurde bislang noch nicht realisiert.

### Steuerungsvarianten
Auch wenn die Virtual Console eine Vielzahl von Eingabegeräten und -varianten unterstützt, fehlt eine freie Tastenbelegbarkeit für diese Geräte, da nicht jedes Spiel intern eine Tastenkonfiguration anbietet. Das hat zur Folge, dass die Tastenbelegung ausgehend vom Originaleingabegerät (und nicht vom individuellen Spiel) immer identisch "gemappt" ist, so dass das Bedienen einiger Spiele mit manchen der unterstützen Eingabegeräten stark erschwert wird. Ferner wurde bislang nie die Eingabe per Nunchuk-Remote-Kombination für ein VC-Spiel ermöglicht, obgleich dieses Eingabeverfahren den meisten der verfügbaren Titel eine ausreichende Menge an zugleich und bequem erreichbaren Tasten bieten würde.

## Vertrieb und Lizenzen

### Preisgestaltung
Die Kosten der Spiele liegen zwischen 5 und 12 Euro. Die Bezahlung erfolgt über ein auf der Konsole liegendes Guthabenkonto, das über eine Guthabenkarte oder online per Kreditkarte im Wii-Shop-Kanal aufgeladen werden kann. Ferner können durch die Registrierung erworbener Nintendo-Produkte Punkte gesammelt und gegen Wii Points, die interne Währung für VC-Spiele, getauscht werden. Nintendo koppelt auf diese Weise die Möglichkeit für Onlinekäufe von dem Besitz einer eigenen Kreditkarte ab und abstrahiert zugleich die Kosten für mögliche Erweiterungen der Wii-Funktionalität.

### Personengebundenes Nutzungsrecht
Die Spiele können nur auf der Konsole gestartet und gespielt werden, auf der auch die Lizenzrechte erworben wurden. Es ist also auch nicht möglich, Spiele auf eine SD-Karte zu kopieren und diese dann auf einer anderen Wii zu laden.
Damit entfällt natürlich auch die Möglichkeit, erworbene Spiele weiterzuverkaufen, es sei denn, man gibt gleich die gesamte Konsole weiter. Dies wird von Nintendo jedoch ausdrücklich untersagt, weil das Nutzungsrecht an einem gekauften Spiel an den Käufer gebunden ist.
Nintendo verpflichtet in den Nutzungsbestimmungen dazu, persönliche Daten und Downloads wie zum Beispiel Spiele vor einer Weitergabe der Konsole zu löschen.